# 查菲窄尾魟
查菲窄尾魟（学名：Urogymnus polylepis），俗稱巨型黃貂魚又名多鱗沙粒魟，是一種體型相當龐大的淡水刺魟，生活於泰國湄公河中，目前是已知最大的魟科魚類以及最大的有毒魚類，還有是世界最大的淡水軟骨魚類以及世界最大的淡水魚之一。
其种加词“polylepis”意为“多鳞的”。

## 形态
查菲窄尾魟一般身長可達1.9-2.4公尺 ，最大身長可達4.2-5公尺，寬1.1-1.9公尺，重達半噸至0.6噸以上，是金氏世界紀錄上最大的垂釣淡水魚。